# C. Cay Wesnigk
C. Cay Wesnigk (* 4. November 1962 in Bad Schwartau) ist ein deutscher Drehbuchautor, Filmproduzent und Regisseur.

## Leben und Wirken
Wesnigk studierte von 1983 bis 1988 Visuelle Kommunikation an der Hochschule für bildende Künste Hamburg. 1987 gründete er in Bad Schwartau die C. Cay Wesnigk Counter Clockwise Filmproduktion, die sich der Produktion von Spiel-, Dokumentar- und Experimentalfilmen widmet, an denen Wesnigk teils als Autor, teils als Regisseur oder Produzent beteiligt ist. Mit Wolfgang Kissel gründete er 1990 in Hamburg die Wesnigk/Kissel Filmproduktion. Im Jahr 2001 gründete er die OnlineFILM AG, 2005 mit Volker Barth die Anthro Media Wesnigk und Barth GbR zur Produktionen von Dokumentarfilmen in den Bereichen Wissenschaft und Geschichte.
Seit 1994 ist Wesnigk als Vorstandsmitglied der Arbeitsgemeinschaft Dokumentarfilm für Internet und neue Medien sowie das Archiv zuständig. Ehrenamtlich gehört er dem Verwaltungsrat der Verwertungsgemeinschaft Bild-Kunst an. Von 2009 bis 2015 war er Vorstandsmitglied des Europäischen Dokumentarfilmnetzwerkes. Für den Film Carl F. W. Borgward – Aufstieg und Fall eines Autokönigs erhielt er 2003 den Ernst-Schneider-Preis in der Kategorie Fernsehen. Hitlers Hitparade, eine Produktion von ZDF und Arte, wurde 2005 mit einem Grimme-Preis ausgezeichnet.

## Filme
- 1985: Moebel Perdu, Laden und Performances, Regie: Wesnigk
- 1987: Vergessen Sie's, Regie, Drehbuch und Produktion: Wesnigk
- 1990: Gewürzpredigt für Pfeffersäcke, Performance von Lili Fischer in St. Petri zu Lübeck, Regie: Fischer/Wesnigk, Drehbuch: Wesnigk
- 1990: VIER WÄNDE (mit Dominique Horwitz), Regie: Wesnigk, Drehbuch: Jogschies
- 1991: Kinder Kader Kommandeure, Regie: Wolfgang Kissel, Produktion: Wesnigk, DEFA Studio für Dokumentarfilme
- 1995: Das Vermächtnis des Jens Klipper, Regie: Wesnigk/Bollmann, Drehbuch: Wesnigk
- 1996: Ballspiel, Regie: Wesnigk, Drehbuch: Jogschies, Produktion: Bollmann
- 1996: Lux et Umbra, Regie und Drehbuch: Wesnigk/Bollmann, Produktion: Bollmann
- 1996: BRINA BACKT, Regie: Wesnigk, Drehbuch: Rainer Jogschies, Produktion: Wesnigk/Bollmann
- 2000: Immun I + II, Regie und Drehbuch: Matthias Runge, Produktionsleitung: Wesnigk
- 2000: Spots für Zivilcourage – IM BUS, IN DER KNEIPE, IN DER FUßGÄNGERZONE, IM ZUG, Regie und Drehbuch: Wesnigk, Produktion: Adolf Bollmann
- 2002: Carl F. W. Borgward – Aufstieg und Fall eines Autokönigs, Regie: Wesnigk, Drehbuch: Komorowski
- 2007: Herbert Burda Zwischen Rebellion und Pflicht, Regie und Drehbuch: Kathrin Pitterling, Produktion: Wesnigk/Stabenow
- 2007: Christina Onassis, Regie und Drehbuch: Andrea Morgenthaler, Produktion: Wesnigk/Jens Stabenow
- 2007: Wolfgang Graf Berghe von Trips, Regie: Wesnigk, Drehbuch: Jörg Komorowski/Wesnigk
- 2008: Geliehene Erinnerungen (work in progress), Regie: Axel Brandt, Drehbuch Wesnigk/Brandt
- 2008: Das klingende Sonntagsrätsel – von Hans Rosenthal zu Christian Bienert, Regie: Axel Brandt, Drehbuch und Produktion: Wesnigk
- 2014: 100 Jahre Stadt Bad Schwartau, Regie: Kirsten Helmuth/Wesnigk, Drehbuch: Matthias Macovec/Wesnigk, Produktion: Wesnigk
- 2015: Eine Tafel zur Erinnerung..., Regie und Kamera: Wesnigk
- 2019: SAZ – The Key of Trust, Regie: Stephan Talneau, Produktion: Wesnigk